# Artiom Silchenko
Artiom Silchenko (en ruso: Артём Сильченко, Vorónezh, URSS, 3 de febrero de 1984) es un deportista ruso que compitió en saltos de gran altura. Ganó una medalla de bronce en el Campeonato Mundial de Natación de 2015, en la prueba de 27 m.

## Palmarés internacional
| Campeonato Mundial | Campeonato Mundial | Campeonato Mundial | Campeonato Mundial |
| Año                | Lugar              | Medalla            | Prueba             |
| ------------------ | ------------------ | ------------------ | ------------------ |
| 2015               | Kazán (Rusia)      | Medalla de bronce  | 27 m               |